# Epipedesthus politus
Epipedesthus politus es una especie de coleóptero de la familia Lucanidae.

## Distribución geográfica
Habita en Singapur y Java.